# The Hissing of Summer Lawns
| Recensione                        | Giudizio        |
| --------------------------------- | --------------- |
| AllMusic                          | [ 2 ]           |
| Robert Christgau                  | B               |
| The New Rolling Stone Album Guide | [ 4 ]           |
| Sputnikmusic                      | 4.1 (Excellent) |
| Piero Scaruffi                    | [ 6 ]           |
| Dizionario del Pop-Rock           | [ 7 ]           |
| 24.000 dischi                     | [ 8 ]           |

The Hissing of Summer Lawns è un album discografico di Joni Mitchell, pubblicato dall'etichetta discografica Asylum Records nel novembre del 1975.
Il disco arrivò alla posizione numero quattro delle chart statunitensi e al numero quattordici della classifica del Regno Unito.
L'album ricevette una nomination al Grammy Award come miglior performance Pop di voce femminile nel 1977 e fu certificato disco d'oro il 4 dicembre 1975 dalla RIAA. Per la rivista Rolling Stone, l'album è alla posizione nº 258 della lista dei migliori 500 album nella storia della musica.

## I brani

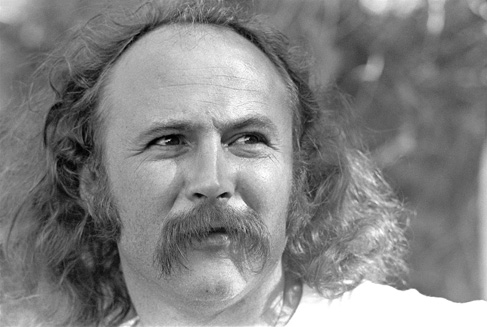
David Crosby nel 1976

- In France They Kiss on Main Streets esprime la funzione liberatrice del rock[13] e ha lo stesso ritmo e la medesima energia di Free Man in Paris, terza traccia presente nel lato a dell’album Court and Spark al quale sembra appartenere – e non casualmente, nella raccolta dal titolo Dreamland pubblicata nel 2004, in apertura i due motivi sono collocati di seguito per rinforzarne la continuità. Il brano riprende le fantasie che la giovane Mitchell sognava della capitale francese durante la sua vita adolescenziale nel Saskatchewan. Si unisce alla chitarra elettrica Jeff “Skunk” Baxter degli Steely Dan e poi dei Doobie Brothers; i cori a supporto sono eseguiti da David Crosby, Graham Nash e James Taylor.[14]

- The Jungle Line ricrea una linea che unisce primitivismo, nudismo e naturalezza.[15] L’ascoltatore è trasportato dalle sonorità del brano fra il verde delle foreste centroafricane;[16] il campionamento dei tamburi del Burundi, per quell’epoca musicalmente una miscela esotica, è di aiuto a offuscare i testi inquietanti.[17] Le rappresentazioni dei jazz club situati nella Manhattan contemporanea si sovrappongono a immagini che riportano alla memoria razziale dei neri di origine africana,[18] l’ansia trasmessa dalle squallide raffigurazioni svelano le mostruosità  della droga[19] – oppio e cocaina – che si fa largo strisciando come un serpente e avvelenando pezzi di società.[16] Secondo un’interpretazione, il “veleno del papavero” non si riferirebbe agli stupefacenti ma allo schiavismo.[20]

- Edith and the Kingpin è una composizione nella quale l’autrice canta di cocaina e di una seduzione spirituale,[20] e lancia un incantesimo musicale, supportata dai Jazz Crusaders; Joni Mitchell tesse una fiaba urbana sulla prostituzione, con il protettore che induce le proprie ragazze a recuperare energie attraverso l’assunzione di cocaina,[16] in un mondo narcotizzato dove tutto – incluso l’amore – è ridotto a commercio.[21]

- Don’t Interrupt the Sorrow affronta la tematica della schiavizzazione di un uomo nei confronti di una donna e la contemporanea rivendicazione della indipendenza da parte dell’autrice.[20] Inizialmente la composizione fu creata per gioco con il cantautore Bob Neuwirth: i due, alticci per il troppo alcool, decisero di scrivere una canzone che riflettesse il loro stato euforico, e il titolo del pezzo fu una proposta del musicista che Joni Mitchell prontamente accettò.[22] Le sonorità prodotte dalla formazione a supporto sono irrobustite dalle conga.[16]

- Shades of Scarlett Conquering narra di una prostituta che nella sua triste esistenza insegue il sogno di entrare nel mondo del cinema,[23] e dal titolo si deduce che è un riferimento alla protagonista di Via col vento[24] Scarlett O’Hara, simbolo della bellezza degli Stati del sud; nel testo del brano figurano anche immagini relative a Clark Gable e a Errol Flynn.[16]

- The Hissing of Summer Lawns fu scritta in collaborazione con John Guerin[24] dopo la visita a José Feliciano appena sposato nella sua villa protetta da reti di filo spinato. Non più l’accoglienza e il pacifismo di Matala,[25] al contrario il ritratto di una moglie in una gabbia dorata[26] che impersona il mito della vita periferica in case con innaffiatoi che sibilano, piscine, stanze ammobiliate che nessuno utilizza, tutte cose per le quali pare l’autrice domandarsi se valga la pena di mettere a rischio la propria vita.[16]

- The Boho Dance è ispirata dalla lettura di The Painted Word, testo di Tom Wolfe[27] sugli artisti della controcultura che potranno pure disprezzare i valori borghesi, ma il cui successo dipende in ultima istanza dal giudizio arbitrario di chi sta su nella scala gerarchica sociale. Sulla scorta di quelle riflessioni, Joni Mitchell ripercorre il panorama bohémien analizzandolo criticamente.[28] Lo stile vocale si avvicina a quello di Carole King.[24]

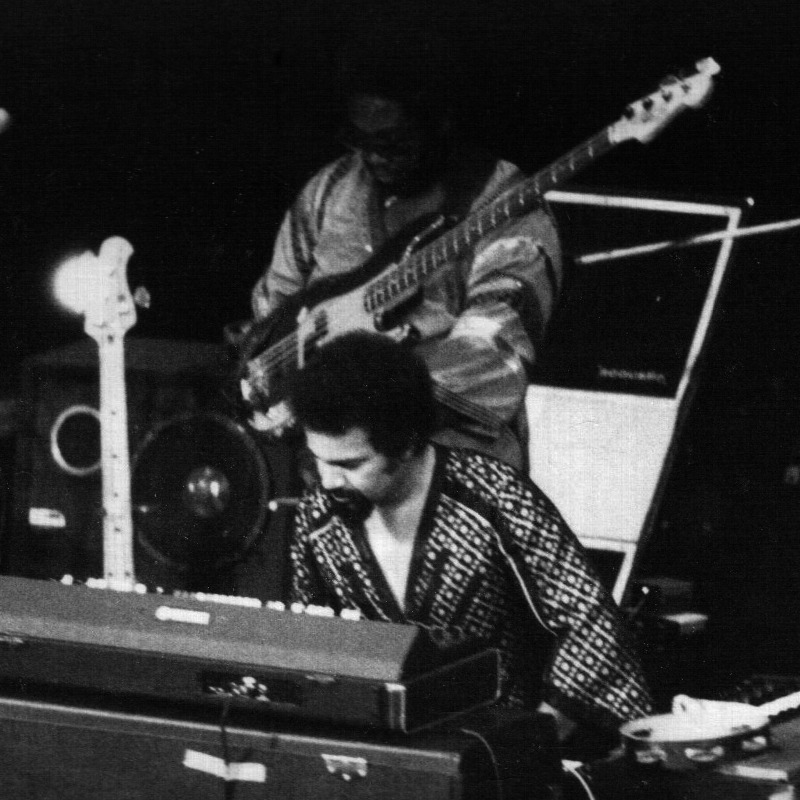
Joe Sample, 1978

- Harry’s House/Centerpiece è una breve storia di interrelazioni familiari interrotta da un intermezzo jazz.[29] Con un ritmo sostenuto dai fiati[24] trattati con effetto Doppler, narra con occhio critico di un uomo intrappolato nei rituali della sua professione e delle relative conseguenze sulla sua vita domestica. Preceduto da  qualche nota sognante, uno stacco introduce i ritmi swing del rifacimento di Centerpiece, un motivo di Johnny Mandel e Jon Hendricks[30] originariamente eseguito dal trio Lambert, Hendricks & Ross del quale l’adolescente cantautrice adorava il disco d’esordio nei tardi anni cinquanta. La splendida voce dell’esecuzione di Joni Mitchell incornicia l’assolo pianistico centrale di Joe Sample.[31]

- Sweet Bird si ispira a Sweet Bird of Youth di Tennessee Williams[32] ed è la personificazione della gioventù perduta; i testi della composizione riflettono infatti sulla fugacità della giovinezza, ma a differenza di Song to a Seagull, Sweet Bird è concentrato in un’unica immagine fluttuante nello spazio e nel tempo[33]. Le sonorità la fanno apparire una interpretazione jazz del periodo Blue, con la voce della cantautrice sostenuta da chitarra e piano[31]  che emerge da uno sfondo di percussioni.[34]

- Shadows and Light è un brano che ritrae Joni Mitchell con le proprie contraddizioni;[24] le luci si riferiscono a quelle della ribalta, dello show business e della città; le ombre sono la corruzione, l’ipocrisia dei sorrisi, i giudizi sommari e manichei (“Saying it’s wrong saying it’s right”), tutti poli opposti e incompatibili.[35] La stessa Mitchell sovraincide i cori che sorreggono la linea vocale da lei eseguita.[36]

## Tracce
Brani composti da Joni Mitchell, eccetto dove indicato.
Lato A
1. In France They Kiss on Main Street – 3:17
2. The Jungle Line – 4:20
3. Edith and the Kingpin – 3:35
4. Don't Interrupt the Sorrow – 4:04
5. Shades of Scarlett Conquering – 4:57

Durata totale: 20:13
Lato B
1. The Hissing of Summer Lawns – 3:00 (John Guerin, Joni Mitchell)
2. The Boho Dance – 3:56
3. Harry's House / Centerpiece – 6:52 (Johnny Mandel, Jon Hendricks)
4. Sweet Bird – 4:10
5. Shadows and Light – 4:15

Durata totale: 22:13

## Formazione
- Joni Mitchell - voce, cori, chitarra acustica, sintetizzatore, tastiera, ARP, pianoforte, Farfisa
- Max Bennett - basso
- John Guerin - batteria, sintetizzatore
- Jeff Baxter - chitarra elettrica
- Victor Feldman - pianoforte, Fender Rhodes, percussioni, vibrafono, congas
- Joe Sample - tastiera, pianoforte, Fender Rhodes
- James Taylor - chitarra, cori
- Wilton Felder - basso
- Larry Carlton - chitarra elettrica
- Robben Ford - chitarra elettrica, dobro, chitarra
- Chuck Findley - tromba, flicorno
- Buddy Shank - sax, flauto
- Graham Nash, David Crosby - cori